# Drassodes stationis
Drassodes stationis är en spindelart som beskrevs av Tucker 1923. Drassodes stationis ingår i släktet Drassodes och familjen plattbuksspindlar. Inga underarter finns listade i Catalogue of Life.